# Roy Cochran

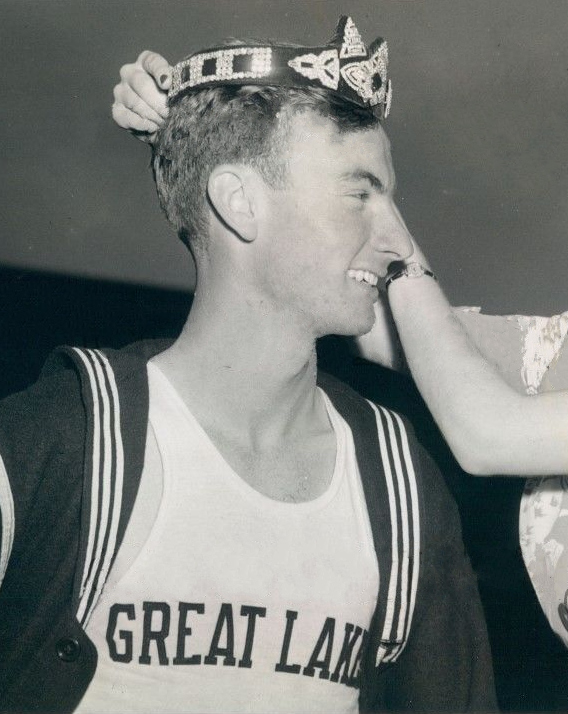
Roy Cochran, 1942

Roy Cochran (eigentlich: Leroy Braxton Cochran; * 6. Januar 1919 in Richton, Mississippi; † 26. September 1981 in Gig Harbor, Washington) war ein US-amerikanischer Leichtathlet und Olympiasieger.

## Leben
Roy Cochran war siebzehn Jahre jünger als sein Bruder Commodore Cochran, der 1924 olympisches Gold mit der US-amerikanischen 4-mal-400-Meter-Staffel gewann. Sein Bruder war es auch, der Roy zur Leichtathletik brachte und dann trainierte. 1939 wurde Roy Cochran Meister der Amateur Athletic Union im 400-Meter-Hürdenlauf. 1940 war Cochran für die Olympischen Spiele nominiert, die aber wegen des Zweiten Weltkriegs ausfielen.
Nach dem Kriegseintritt der USA ging Roy Cochran zur Marine. 1942 verbesserte er als Marineleutnant den Weltrekord über 440 Yards Hürden auf 52,2 Sekunden. Diese Leistung war zwar schwächer als der metrische Rekord, aber zeigte doch, dass Cochran einer der weltbesten Hürdenläufer während des Zweiten Weltkriegs war.
Nach dem Ende des Weltkriegs bereitete sich Cochran auf die Olympischen Spiele 1948 vor. Dort gewann er zuerst die 400 Meter Hürden in 51,1 s mit sieben Zehntel Vorsprung auf den Zweitplatzierten Duncan White aus Ceylon. In der Staffel gewann er dann Gold mit vier Sekunden Vorsprung auf die französische Stafette. Der Hauptkonkurrent, das Team aus Jamaika, kam nicht ins Ziel, weil sich der dritte Läufer verletzte. Und so gewann Roy Cochran 24 Jahre nach seinem Bruder olympisches Gold in der gleichen Disziplin.